# 第2師団 (陸上自衛隊)
第2師団（だいにしだん、英語: JGSDF 2nd Division）は、陸上自衛隊の師団のひとつ。北部方面隊直轄にあり、師団司令部を旭川市の旭川駐屯地に置く。北海道の海岸を守備する沿岸配備師団とされてきたが、防衛計画大綱では機動師団に分類される。「北鎮（）師団」とも呼ばれている。

## 概要
1個即応機動連隊、2個普通科連隊、1個戦車連隊を基幹としており、第7師団以外では唯一戦車部隊が連隊編成となっている。隷下の16個部隊が旭川駐屯地（11個部隊、連隊の分遣1個中隊を含む。）、名寄駐屯地（2個部隊）、遠軽駐屯地（1個部隊）、留萌駐屯地（1個部隊）、上富良野駐屯地（2個部隊）の5個駐屯地に分散して駐屯している。
北海道道北の防衛警備、災害派遣を任務とするほか、民生協力及び国際貢献活動を行っている。
旭川市で毎年2月に開催される旭川冬まつりにおいては、主に第2特科連隊が中心の「旭川冬まつり協力隊」が編成され、大雪像の製作を担当することが恒例となっている。

## 沿革

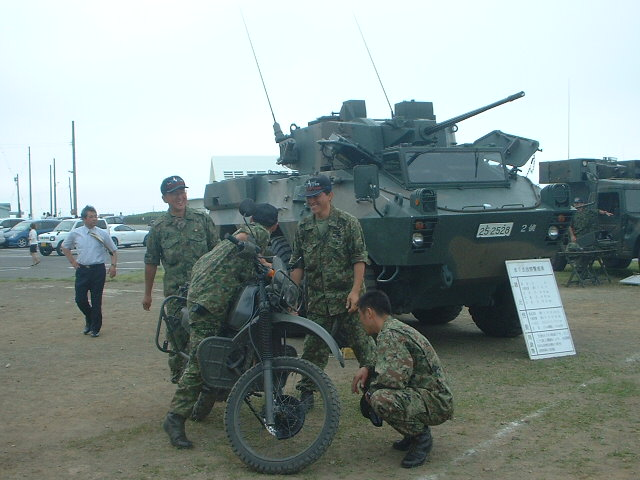
第2偵察隊

### 第2管区隊
警察予備隊
- 1950年（昭和25年）12月29日：警察予備隊第2管区総監部（第2師団の前身）が真駒内駐屯地において発足。管轄区域は北海道、青森、岩手、秋田[4]。
- 1951年（昭和26年）
  - 4月10日：第2管区総監部及び同付中隊等が旧・札幌駐屯地（現・苗穂分屯地）に移駐[5]。
  - 5月1日：第2管区隊編成完結[5]。

※編成（第2管区総監部、総監部付中隊、第4連隊、第5連隊第3大隊、第62連隊、第2施設大隊、第2衛生大隊、第2補給中隊、第2武器中隊、第2通信中隊、第2偵察中隊）。
- 10月1日：第5連隊第1大隊が青森駐屯地に移駐。
- 12月1日：札幌駐屯地開設により、第2管区総監部及び同付中隊、第2補給中隊等が苗穂駐屯地から札幌駐屯地に移駐。

- 1952年（昭和27年）
  - 1月20日：第62連隊第2大隊は第6連隊第1大隊（美幌駐屯地）に、第4連隊第3大隊は第6連隊第2大隊（遠軽駐屯地）に、第5連隊第3大隊は第4連隊第3大隊（函館駐屯地）に改称[5]。
  - 3月6日：第5連隊本部及び直轄中隊が青森駐屯地へ、第2大隊が秋田駐屯地に移駐し、第5連隊を隷下に編合[6]。

保安隊
- 1952年（昭和27年）
  - 10月15日：保安隊発足により、北部方面隊が創設され第2管区隊は北部方面総監の指揮下に入る。警備区域は北海道北部・東部。

※編成（第4連隊、第5連隊、第6連隊、第62連隊、第2施設大隊、第2衛生大隊、第2補給中隊、第2武器中隊、第2通信中隊、第2偵察中隊等）
- 12月21日：第2管区総監部及び同付中隊等が旭川駐屯地に移駐。

- 1953年（昭和28年）
  - 2月16日：第6連隊第3大隊が久里浜駐屯地から遠軽駐屯地に移駐し、隷下に編合[5]。
  - 3月8日：第2管区総監部開庁式[5]。
  - 3月15日：第3連隊が宇都宮駐屯地から名寄駐屯地に移駐し、隷下に編合[5]。
  - 4月1日：奥羽4県の警備が第1管区隊に移管[5]（第5連隊が第1管区総監に隷属替え）[6]。
  - 9月1日：各駐屯地に業務隊が編成完結[5]。
- 1954年（昭和29年）1月10日：第2管区航空隊が編成完結。

陸上自衛隊
- 1954年（昭和29年）
  - 7月1日：陸上自衛隊発足。第3・第4・第6連隊が第3・第4・第6普通科連隊に、第62連隊が第2特科連隊に称号変更。
  - 8月30日：第10普通科連隊が大村駐屯地等から東千歳駐屯地に移駐し、隷下に編合。
  - 9月10日：第5管区隊編成により、第4・第6普通科連隊が第5管区隊に隷属替え。警備区域のうち北海道東部を第5管区隊に移管[7]。第2管区航空隊が第2航空隊に称号変更。
  - 9月25日：第2特車大隊が名寄駐屯地において編成完結。
  - 9月30日：第9普通科連隊が善通寺駐屯地及び松山駐屯地から東千歳駐屯地に移駐し、隷下に編合。

1960年頃の主要編成
第3・第9・第10普通科連隊、第2特科連隊、第2特車大隊

### 第2師団
- 1962年（昭和37年）1月18日：第2師団編成完結。

1. 第2管区総監部は第2師団司令部に、第2特車隊は第2戦車大隊に、第2偵察中隊は第2偵察隊に、第2通信隊は第2通信大隊に、第2衛生大隊は第2衛生隊にそれぞれ称号変更。
2. 第25普通科連隊及び第26普通科連隊、第2対戦車隊、第2輸送隊を新編。
3. 第10普通科連隊が第11師団隷下に隷属替え。
4. 第2航空隊が北部方面飛行隊隷下に隷属替え（北部方面航空隊から北部方面飛行隊に改編）。

※編成（師団司令部、師団司令部付隊、第3・第9・第25・第26普通科連隊、第2特科連隊、第2戦車大隊、第2通信大隊、第2偵察隊、第2対戦車隊等）
1970年頃の主要編成
第3・第9・第25・第26普通科連隊、第2特科連隊、第2戦車大隊
- 1975年（昭和50年）8月1日：第2音楽隊を新編。
- 1988年（昭和63年）3月25日：師団近代化改編。

1. 第3普通科連隊を装甲車約60両により装甲車化連隊に改編。
2. 第9・第25・第26普通科連隊を自動車化連隊に改編。
3. 第2武器隊、第2補給隊、第2輸送隊、第2衛生隊を統合し、第2後方支援連隊を新編。
4. 第2戦車大隊に戦車10両を増備し、各戦車中隊を3個小隊から4個小隊に増強。
5. 第2特科連隊第6大隊を分離独立、師団直轄の第2高射特科大隊を新編。
6. 第2師団司令部付隊に化学防護小隊を新編。
7. 第2偵察隊に電子偵察小隊を新編。

1990年頃の主要編成
第3・第9・第25・第26普通科連隊、第2特科連隊、第2高射特科大隊、第2戦車大隊
- 1993年（平成05年）
  - 3月～9月：カンボジアへ第2次派遣施設大隊が派遣される。
  - 5月～1995年（平成7年）1月：モザンビークへ輸送調整要員が派遣される。
- 1994年（平成06年）
  - 3月28日：北部方面飛行隊から第2飛行隊を隷下に編合（北部方面飛行隊から北部方面航空隊に改編）。
  - 9月～12月：ルワンダにルワンダ難民救援隊が派遣される。
- 1995年（平成07年）3月28日：師団改編[8]。

1. 第2戦車連隊が上富良野駐屯地に新編。
2. 第3・第25・第26各普通科連隊に対戦車中隊を新編。
3. 第2師団司令部付隊の化学防護小隊が化学防護隊に改編。
4. 第9普通科連隊（旭川駐屯地）を廃止。
5. 第2戦車大隊（上富良野駐屯地）を廃止。
6. 第2対戦車隊（上富良野駐屯地）を廃止。

- 2001年（平成13年）2月～8月：第11次ゴラン高原派遣輸送隊として海外派遣される。
- 2002年（平成14年）
  - 3月27日：第2化学防護隊が第2師団司令部付隊から独立し、旭川駐屯地に新編[9]。
  - 3月～9月：東ティモールへ第1次派遣施設群として海外派遣される。
- 2004年（平成16年）2月～5月：イラク復興支援群第1次派遣部隊としてイラクに派遣される。
- 2007年（平成19年）7月：上富良野演習場において、基幹連隊指揮統制システム（ReCS）の第1回師団実験演習を実施。
- 2011年（平成23年）4月22日：総合近代化師団に改編[10]。

1. 定員約8,100人[10]、普通科連隊3（3普連・名寄、25普連・遠軽、26普連・留萌）、戦車連隊1（2戦連・上富良野）を基幹[10]。
2. 第2対舟艇対戦車中隊を上富良野駐屯地で新編。96式多目的誘導弾システムを導入。
3. 第2特科連隊に99式自走155mmりゅう弾砲を導入[10]。
4. 第3・第25・第26各普通科連隊の対戦車中隊を廃止。

- 2019年（平成31年）3月26日：第2化学防護隊を第2特殊武器防護隊に改編。

2020年頃の主要編成
第3・第25・第26普通科連隊、第2戦車連隊、第2特科連隊、第2高射特科大隊
- 2022年（令和04年）3月17日：機動師団に改編[11][12]。

1. 第3普通科連隊を第3即応機動連隊に改編[12][13]。
2. 第2情報隊が旭川駐屯地において編成完結[12][13]。

- 2024年（令和06年）3月21日：第2特科連隊第4特科大隊および支援部隊が旭川駐屯地から上富良野駐屯地に移駐。

## 編成・駐屯地
編成
- 第2師団司令部
- 第3即応機動連隊（4個普通科中隊基幹）
- 第25普通科連隊（4個普通科中隊基幹）
- 第26普通科連隊（4個普通科中隊基幹）
- 第2戦車連隊（4個戦車中隊基幹）
- 第2特科連隊
- 第2後方支援連隊
- 第2高射特科大隊
- 第2施設大隊
- 第2通信大隊
- 第2偵察隊
- 第2情報隊
- 第2飛行隊
- 第2対舟艇対戦車中隊
- 第2特殊武器防護隊
- 第2師団司令部付隊
- 第2音楽隊

駐屯地
- 旭川駐屯地（旭川市）
  - 第2師団司令部および同付隊
  - 第2特科連隊
  - 第26普通科連隊（第4中隊）
  - 第2後方支援連隊
  - 第2高射特科大隊
  - 第2施設大隊
  - 第2通信大隊
  - 第2情報隊
  - 第2飛行隊
  - 第2特殊武器防護隊
  - 第2音楽隊
- 名寄駐屯地（名寄市）
  - 第3即応機動連隊
  - 第2偵察隊
  - 第2特科連隊（第2大隊）
- 遠軽駐屯地（紋別郡遠軽町）
  - 第25普通科連隊
- 留萌駐屯地（留萌市）
  - 第26普通科連隊
- 上富良野駐屯地（空知郡上富良野町）
  - 第2戦車連隊
  - 第2特科連隊（第4大隊）
  - 第2対舟艇対戦車中隊

## 主要幹部
| 官職名                     | 階級    | 氏名     | 補職発令日     | 前職                                          |
| -------------------------- | ------- | -------- | -------------- | --------------------------------------------- |
| 第2師団長                  | 陸将    | 大場剛   | 2025年03月24日 | 第14旅団長 （陸将補）                         |
| 副師団長 兼 旭川駐屯地司令 | 陸将補  | 東峰昌生 | 2025年03月24日 | 陸上幕僚監部指揮通信システム・情報部 情報課長 |
| 幕僚長                     | 1等陸佐 | 石原雄介 | 2024年12月20日 | 陸上自衛隊教育訓練研究本部 教育部総括室長     |

| 代          | 氏名                | 在職期間                                                   | 出身校・期             | 前職                                                | 後職                                       |             |
| 第2管区総監 | 第2管区総監         | 第2管区総監                                                | 第2管区総監            | 第2管区総監                                         | 第2管区総監                                | 第2管区総監 |
| ----------- | ------------------- | ---------------------------------------------------------- | ---------------------- | --------------------------------------------------- | ------------------------------------------ | ----------- |
| 01          | 中野敏夫 （警察監） | 1950年12月29日 - 1952年10月14日                            | 東京帝国大学 昭和2年卒 | 元札幌警察管区本部長 →1950年12月1日 警察監任命      | 北部方面総監                               |             |
| 02          | 岸本重一            | 1952年10月15日 - 1954年06月30日 ※1953年02月01日 保安監昇任 | 陸士34期・ 陸大46期    | 第2管区総監部所属 （保安監補）                      | 北部方面総監                               |             |
| 03          | 池野清躬            | 1954年07月01日 - 1957年08月01日                            | 東京帝国大学 昭和5年卒 | 第1管区副総監                                       | 西部方面総監                               |             |
| 04          | 加納富夫            | 1957年08月02日 - 1960年07月31日 ※1957年08月16日 陸将昇任   | 東京帝国大学 昭和8年卒 | 北部方面副総監 （陸将補）                           | 陸上幕僚監部第5部長                        |             |
| 05          | 和田盛哉            | 1960年08月01日 - 1962年01月17日 ※1961年01月01日 陸将昇任   | 陸士41期・ 陸大50期    | 陸上幕僚監部第3部長 （陸将補）                      | 第2師団長                                  |             |
| 第2師団長   |                     |                                                            |                        |                                                     |                                            |             |
| 01          | 和田盛哉            | 1962年01月18日 - 1962年07月31日                            | 陸士41期・ 陸大50期    | 第2管区総監                                         | 西部方面総監                               |             |
| 02          | 天野良英            | 1962年08月01日 - 1964年03月15日                            | 陸士43期・ 陸大52期    | 陸上幕僚監部第3部長                                 | 陸上幕僚副長                               |             |
| 03          | 橋本正勝            | 1964年03月16日 - 1965年07月15日 ※1965年01月01日 陸将昇任   | 陸士45期・ 陸大53期    | 北部方面総監部幕僚長 兼 札幌駐とん地司令 （陸将補） | 第1師団長                                  |             |
| 04          | 益田兼利            | 1965年07月16日 - 1966年06月30日 ※1966年01月01日 陸将昇任   | 陸士46期・ 陸大54期    | 北部方面総監部幕僚長 （陸将補）                     | 陸上幕僚監部第5部長                        |             |
| 05          | 渡邊博              | 1966年07月01日 - 1968年03月15日                            | 陸士46期・ 陸大56期    | 陸上幕僚監部第3部長                                 | 第1師団長                                  |             |
| 06          | 上妻正康            | 1968年03月16日 - 1970年03月15日                            | 陸士47期・ 陸大55期    | 陸上自衛隊幹部候補生学校長 兼 前川原駐とん地司令    | 西部方面総監                               |             |
| 07          | 村田稔              | 1970年03月16日 - 1971年06月30日                            | 陸士48期・ 陸大58期    | 第5師団長                                           | 退職                                       |             |
| 08          | 栂博                | 1971年07月01日 - 1973年03月15日                            | 陸士50期・ 陸大57期    | 陸上自衛隊航空学校長 兼 明野駐とん地司令            | 陸上自衛隊幹部学校長                       |             |
| 09          | 松金久知            | 1973年03月16日 - 1975年03月16日                            | 陸士53期・ 陸大60期    | 統合幕僚会議事務局第5幕僚室長                       | 東北方面総監                               |             |
| 10          | 越智誠一            | 1975年03月17日 - 1977年06月30日                            | 陸士54期               | 陸上自衛隊北海道地区補給処長 兼 島松駐とん地司令    | 退職                                       |             |
| 11          | 太田穰              | 1977年07月01日 - 1980年03月16日                            | 陸士58期               | 陸上幕僚監部監理部長                                | 北部方面総監                               |             |
| 12          | 岩出俊男            | 1980年03月17日 - 1981年06月30日                            | 陸士58期               | 陸上自衛隊施設学校長 兼 勝田駐とん地司令            | 退職                                       |             |
| 13          | 馬郡道生            | 1981年07月01日 - 1983年03月15日                            | 陸士60期               | 陸上幕僚監部人事部長                                | 陸上幕僚副長                               |             |
| 14          | 水澤博              | 1983年03月16日 - 1984年06月30日                            | 長岡工専 昭和25年卒    | 東北方面総監部幕僚長 兼 仙台駐屯地司令              | 防衛大学校幹事                             |             |
| 15          | 太田隆              | 1984年07月01日 - 1986年03月16日                            | 中央大学 昭和30年卒    | 陸上幕僚監部監理部長                                | 陸上自衛隊富士学校長 兼 富士駐屯地司令     |             |
| 16          | 田村祐茂            | 1986年03月17日 - 1987年07月06日                            | 法政大学 昭和28年卒    | 陸上自衛隊航空学校長 兼 明野駐屯地司令              | 退職                                       |             |
| 17          | 志方俊之            | 1987年07月07日 - 1988年07月06日                            | 防大2期                | 陸上幕僚監部人事部長                                | 防衛大学校幹事                             |             |
| 18          | 吉崎格              | 1988年07月07日 - 1990年03月15日                            | 防大2期                | 北部方面総監部幕僚長 兼 札幌駐屯地司令              | 陸上自衛隊富士学校長 兼 富士駐屯地司令     |             |
| 19          | 宇野章二            | 1990年03月16日 - 1991年03月15日                            | 防大4期                | 陸上幕僚監部人事部長                                | 防衛大学校幹事                             |             |
| 20          | 中里義弘            | 1991年03月16日 - 1992年06月15日                            | 防大3期                | 陸上幕僚監部装備部長                                | 技術研究本部技術開発官 （陸上担当）        |             |
| 21          | 渡邊信利            | 1992年06月16日 - 1993年06月30日                            | 防大6期                | 陸上幕僚監部人事部長                                | 陸上幕僚副長                               |             |
| 22          | 大越兼行            | 1993年07月01日 - 1995年06月29日                            | 防大7期                | 統合幕僚会議事務局第5幕僚室長                       | 北部方面総監                               |             |
| 23          | 益田兼弘            | 1995年06月30日 - 1997年06月30日                            | 防大9期                | 陸上幕僚監部装備部長                                | 東部方面総監                               |             |
| 24          | 久保善昭            | 1997年07月01日 - 1999年03月28日                            | 防大9期                | 陸上自衛隊航空学校長 兼 明野駐屯地司令              | 退職                                       |             |
| 25          | 土橋健二            | 1999年03月29日 - 2000年06月29日                            | 防大10期               | 第13師団長                                          | 退職                                       |             |
| 26          | 持田修              | 2000年06月30日 - 2002年12月01日                            | 防大13期               | 防衛研究所副所長                                    | 北部方面総監                               |             |
| 27          | 河野芳久            | 2002年12月02日 - 2005年03月27日                            | 防大14期               | 中部方面総監部幕僚長 兼 伊丹駐屯地司令              | 退職                                       |             |
| 28          | 輪倉昇              | 2005年03月28日 - 2006年08月03日                            | 防大17期               | 中部方面総監部幕僚長 兼 伊丹駐屯地司令              | 陸上自衛隊補給統制本部長 兼 十条駐屯地司令 |             |
| 29          | 師岡英行            | 2006年08月04日 - 2008年07月31日                            | 防大19期               | 中部方面総監部幕僚長 兼 伊丹駐屯地司令              | 技術研究本部技術開発官 （陸上担当）        |             |
| 30          | 佐藤修一            | 2008年08月01日 - 2009年07月20日                            | 防大19期               | 第13旅団長                                          | 退職                                       |             |
| 31          | 渡部悦和            | 2009年07月21日 - 2010年07月25日                            | 東京大学 昭和53年卒    | 陸上幕僚監部装備部長                                | 陸上幕僚副長                               |             |
| 32          | 田中敏明            | 2010年07月26日 - 2011年08月04日                            | 防大23期               | 陸上幕僚監部教育訓練部長                            | 防衛大学校幹事                             |             |
| 33          | 平野治征            | 2011年08月05日 - 2012年07月25日                            | 防大21期               | 陸上自衛隊関東補給処長 兼 霞ヶ浦駐屯地司令          | 退職                                       |             |
| 34          | 友部薫              | 2012年07月26日 - 2014年03月27日                            | 防大23期               | 第15旅団長                                          | 退職                                       |             |
| 35          | 市野保己            | 2014年03月28日 - 2015年08月03日                            | 防大24期               | 富士教導団長                                        | 退職                                       |             |
| 36          | 住田和明            | 2015年08月04日 - 2016年06月30日                            | 防大28期               | 陸上幕僚監部防衛部長                                | 統合幕僚副長                               |             |
| 37          | 高田克樹            | 2016年07月01日 - 2017年08月07日                            | 防大29期               | 陸上幕僚監部防衛部長                                | 陸上幕僚副長                               |             |
| 38          | 野澤真              | 2017年08月08日 - 2019年08月22日                            | 防大30期               | 陸上幕僚監部装備計画部長                            | 中部方面総監                               |             |
| 39          | 森下泰臣            | 2019年08月23日 - 2020年08月24日                            | 防大32期               | 陸上幕僚監部防衛部長                                | 陸上幕僚副長                               |             |
| 40          | 冨樫勇一            | 2020年08月25日 - 2023年03月29日                            | 防大33期               | 陸上幕僚監部人事教育部長                            | 東部方面総監                               |             |
| 41          | 井土川一友          | 2023年03月30日 - 2025年3月23日                             | 防大35期               | 第15旅団長                                          | 北部方面総監                               |             |
| 42          | 大場剛              | 2025年03月24日 -                                           | 防大34期               | 第14旅団長                                          |                                            |             |

## 過去の隷下部隊
- 第4普通科連隊：1954年（昭和29年）9月10日　第5管区隊に隷属替え。
- 第6普通科連隊：1954年（昭和29年）9月10日　第5管区隊に隷属替え。
- 第10普通科連隊：1962年（昭和37年）1月18日　第11師団隷下に隷属替え。
- 第2武器隊：1988年（昭和63年）3月25日　第2後方支援連隊武器大隊に改編。
- 第2補給隊：1988年（昭和63年）3月25日　第2後方支援連隊補給隊に改編。
- 第2輸送隊：1988年（昭和63年）3月25日　第2後方支援連隊輸送隊に改編。
- 第2衛生隊：1988年（昭和63年）3月25日　第2後方支援連隊衛生隊に改編。
- 第9普通科連隊：1995年（平成07年）3月28日　廃止。
- 第2戦車大隊：1995年（平成07年）3月28日　廃止。第2戦車連隊に改編。
- 第2対戦車隊：1995年（平成07年）3月28日　廃止。
- 第3普通科連隊：2022年（令和4年）3月16日　第3即応機動連隊に改編。